# 낭비 회로
낭비 회로(浪費回路, 영어: futile cycle) 또는 기질 회로(基質回路, 영어: substrate cycle)는 두 가지 대사 경로가 동시에 반대 방향으로 진행되고, 에너지가 열로 방출되는 것 외에 생물학적으로 의미있는 효과를 일으키지 않는다. 이러한 회로가 "낭비 회로"라고 불리는 이유는 생물체에게 아무런 이득이 없이 작동하는 것처럼 보이기 때문이다. 이처럼 물질대사에 있어서 기이한 특징으로 생각되어 낭비 회로라고 불렸다. 추가적인 연구 결과, 낭비 회로가 대사 산물의 농도를 조절하는 데 매우 중요하다는 것이 밝혀졌다. 예를 들어, 해당과정과 포도당신생합성이 동시에 활성화되면 해당과정에 의해 포도당은 피루브산으로 전환된 다음, 포도당신생합성에 의해 포도당으로 다시 전환되고, 이 과정에서 ATP의 소비가 일어난다. 낭비 회로는 대사 조절 역할을 할 수 있는데, 낭비 회로는 두 상태 사이에서 진동하는 시스템이며, 관련된 효소의 활성의 작은 변화에도 매우 민감하다. 낭비 회로는 열을 발생시키는 데, 예를 들어 어린 포유류의 갈색 지방 조직에서처럼 열 항상성 유지에 사용되거나 곤충의 비행 근육 및 동면 동물에서 열을 빠르게 발생시키는 데 사용될 수 있다. 포도당 대사에서의 낭비 회로는 무익한 주기가 아니라 조절 과정이라고 보고되고 있다. 예를 들어, 갑자기 에너지가 필요할 때 ATP는 훨씬 더 반응성이 높은 아데닌인 AMP로 대체된다.

## 예
낭비 회로의 예로 다음과 같은 화학 반응식으로 표현할 수 있는 해당과정과 포도당신생합성이 동시에 일어나는 경우가 있다.
{\displaystyle \mathrm {ATP+H_{2}O{\rightleftharpoons }ADP+P_{i}} +H}
예를 들어 해당과정 동안 과당 6-인산은 포스포프럭토키네이스-1(PFK-1)에 의해 과당 1,6-이중인산으로 전환된다.
ATP + 과당 6-인산 → 과당 1,6-이중인산 + ADP
그러나 포도당신생합성(즉, 피루브산 및 기타 화합물로부터 포도당을 합성) 동안 과당 1,6-이중인산은 과당 1,6-이중인산가수분해효소(FBPase-1)에 의해 과당 6-인산으로 전환되는 해당과정의 역반응이 일어난다.
과당 1,6-이중인산 + H2O → 과당 6-인산 + Pi
전체 반응식은 다음과 같다.
ATP + H2O → ADP + Pi + 열
즉, 유용한 생물학적 일이 수행됨이 없이 ATP의 가수분해만 일어난다. 분명히 이 두 반응이 동일한 세포에서 빠른 속도로 동시에 일어나면 많은 양의 화학 에너지가 열로 소산된다. 따라서 이러한 비경제적인 과정을 낭비 회로라고 한다.

## 비만 및 항상성에서 낭비 회로의 역할
비만을 효과적으로 치료할 수 있는 약물은 많지 않다. 비만은 당뇨병, 고혈압, 심혈관계 질환 및 특정 유형의 암과 같은 건강 문제와 주로 관련된 질병의 위험을 증가시킬 수 있다. 유전자 변형 쥐를 이용한 비만의 치료와 예방에 관한 연구는 miR-378이 사람의 비만을 예방하고 치료하는 유망한 물질일 수 있다는 긍정적인 피드백이 보고되었다. 연구 결과는 골격근에서 miR-378을 통한 피루브산과 포스포엔올피루브산 간의 낭비 회로의 활성화가 miR-378 형질전환 쥐의 지방 조직에서 지방 분해를 증가시키는 주요 원인이며 근육과 지방 사이의 교차를 조정하여 쥐에서 에너지 항상성을 조절하는 데 도움이 된다는 것을 보여준다.
낭비 회로에 대한 일반적인 이해는 두 가지 겹치는 대사 경로가 서로 반대 방향으로 진행될 때 일어나는 기질 회로이며, 조절 없이 놔두게 되면 세포의 모든 에너지가 고갈될 때까지 생물학적으로 생산성있는 일을 수행하는 것이 없이 계속 진행된다. 그러나 이 연구의 이면에 있는 아이디어는 miR-378-활성화 피루브산-포스포엔올피루브산 낭비 회로가 조절의 이점을 제공한다는 것을 나타낸다. miR-378은 지방 분해를 향상시킴으로써 체지방량을 감소시킬 뿐만 아니라 낭비 회로가 에너지 항상성을 유지하기 위해 물질대사를 조절하게 하는 것으로 추측된다. miR-378은 전신 수준에서 에너지 항상성을 조절하기 위해 근육 조직과 지방 조직 사이에서 대사 커뮤니케이션을 조절하는 독특한 기능을 가지고 있다.

## 다른 생물종에서 작동하는 낭비 회로의 예
낭비 회로의 존재가 일부 생물종에서 낮은 수준의 ATP와 생성열을 유지하는 데 어떻게 도움이 되는지 이해하기 위해 해당과정과 포도당신생합성의 상호 조절을 다루는 대사 경로를 살펴봐야 한다.
예를 들어 제브라피쉬와 같은 많은 물고기들의 부레는 부력에 기여하는 데 도움이 되는 내부에 가스로 채워진 기관이다. 이러한 가스샘 세포는 모세혈관과 신경이 있는 곳에 위치하는 것으로 밝혀졌다. 관여하는 효소에 대한 분석은 포도당신생합성의 효소인 과당 1,6-이중인산가수분해효소(FBPase-1)와 해당과정의 효소인 글리세르알데하이드 3-인산 탈수소효소(GAPDH)가 가스샘 세포에서 높게 발현된다는 것을 보여주었다. 이 연구는 제브라피쉬 부레의 특성이 과당 1,6-이중인산가수분해효소의 유전자 발현을 포함하지 않아야 함을 의미한다. 부레 조직은 글리코젠 활성이 매우 높고 포도당신생합성이 부족한 것으로 알려져 있지만, 과당 1,6-이중인산가수분해효소가 우세한 양으로 발현되는 것이 밝혀졌다. 이 발견은 가스샘 세포에서 과당 1,6-이중인산가수분해효소가 ATP 의존적 낭비 회로를 형성함을 시사한다. 열생성은 ATP가 축적되면 이 과정이 강력하게 억제되기 때문에 가스샘 세포가 젖산을 합성하는 데 매우 중요하다.
또 다른 예는 복어 부레의 열이 발생 부위 밖으로 운반되지만 신체의 다른 부위보다 가스샘의 온도를 더 높게 유지하기 위해 소동정맥 그물을 통해 다시 온도를 회복시킬 수 있다고 제안한다.
낭비 회로의 전체 순반응은 다음과 같이 ATP의 소비와 열생성을 포함한다.
ATP + H2O → ADP + Pi + 열
열생성에 도움이 되는 낭비 회로의 또 다른 예는 뒤영벌속 벌에서 볼 수 있다. 과당 1,6-이중인산가수분해효소와 포스포프럭토키네이스-1을 포함하는 낭비 회로는 뒤영벌이 비행 근육에 열을 생성하고 낮은 주변 온도에서 몸을 상당히 따뜻하게 하는 데 사용된다.

## 같이 보기
- 물질대사
- 대사 경로
- 과당 1,6-이중인산가수분해효소 (FBPase-1)
- 포스포프럭토키네이스-1 (PFK-1)